# دهستان زاینده‌رود شمالی
دهستان زاینده رود شمالی نام دهستانی در بخش مرکزی شهرستان فریدن، استان اصفهان در ایران است. براساس سرشماری مرکز آمار ایران در سال ۱۳۸۵، جمعیت آن ۴۷۰۵ نفر (۱۱۳۱ خانوار) بوده‌است.
روستای اسکندری برآفتاب مرکز دهستان زاینده‌رود شمالی می‌باشد.